# Hontalmás
Hontalmás (szlovákul Jabloňovce) község Szlovákiában, a Nyitrai kerület Lévai járásában. Alsó- és Felsőalmás egyesítésével jött létre.

## Fekvése
Lévától 19 km-re északkeletre, az Almás patak partján fekszik.

## Története
A község területe már az újkőkorszakban is lakott volt, ahonnan a lengyeli kultúra tárgyi emlékei kerültek elő.
Almást 1245-ben "Almas" alakban említik először. A Hont-Pázmány nemzetség birtokolta, melyet Márton comes a sági prépostságnak adományozott, vámja a garamszentbenedeki apátságé volt. Alsóalmás 1338-tól a lévai uradalom része. A 17. században a Csákyaké, a 19. században az Eszterházy és a Scholler család birtoka. Később részben a besztercebányai káptalané. 1554-ben 25 háztartása fizetett adót. 1715-ben 45 adózó portája és két malma volt. 1828-ban 78 házában 465 lakos élt, akik főként mezőgazdaságból és szőlőtermesztésből éltek.
Felsőalmást 1428-ban "Felseualmas" néven említik külön először. Az ipolysági prépostságé volt, de a 16. században elpusztította a török. 1685-től a jezsuitáké, 1776-tól a besztercebányai prépostságé. 1715-ben malma és 41 háztartása létezett. 1720-ban 55 porta után adózott. 1828-ban 72 házában 430 lakos élt. Lakói mezőgazdasággal, szőlőtermesztéssel foglalkoztak. A 18. század elejétől virágzott a fazekasság és a sörfőzés is.
Vályi András szerint "Alsó Almás. Felső Almás. Tót helységek Hont Vármegyében, Felső Almásnak földes Ura Hertzeg Eszterházy Uraság, Alsó Almásnak pedig a’ Zólyomi Káptalan, lakosai katolikusok, és Augustai vallásbéliek, fekszenek Pukantztól egy jó mértföldnyire: Filiálissa a’ Báthi Plébániának. Földgye a’ mi Alsó Almást illeti, néhol soványas, és a’ zápor esső által károsíttatik; de mivel ez tsak egy részét illeti, más része pedig földgyének elég termékeny, legelője alkalmatos, ’s mind a’ kétféle fája, nagy szőlő hegyei vannak, mellyek középszerű bort teremnek, piatzozása sem meszsze, Esztergom is közel fekszik hozzá, mivel jó tulajdonságai, fogyatkozását felűlhaladgyák, az első Osztályba tétetett. Felső Almás is olly forma természeti javakkal, ’s tulajdonságokkal bír, Báthoz, és Selmetz Bányához közel lévén, vagyonnyainak eladására jó alkalmatosága, mellyhez képest ez is első Osztálybéli."
Fényes Elek szerint "Almás (Alsó), tót falú, Honth vgyében, ut. p. Báthoz északra 3/4 mfd. 426 kath., 8 evang. lak. F. u. a beszterczei káptalan. Almás (Felső), tót falu, Honth vgyében, 2 kath., 461 evang. lak. Evang. templom. Mind a két helységnek fő élelme bortermesztésben áll. F. u. h. Eszterházy."
A trianoni békeszerződésig Hont vármegye Báti járásához tartozott. Alsó- és Felsőalmást 1943-ban egyesítették először Almás néven.[forrás?]
1945-től Jabloňovce a hivatalos szlovák neve.

## Népessége
| Év:            | 1994. | 2004.    | 2014.   | 2024.   |
| -------------- | ----- | -------- | ------- | ------- |
| Emberek száma: | 247   | 208      | 202     | 199     |
| Eltérés:       |       | -15,78 % | -2,88 % | -1,48 % |

| Év:            | 2023. | 2024.   |
| -------------- | ----- | ------- |
| Emberek száma: | 205   | 199     |
| Eltérés:       |       | -2,92 % |

1880-ban Alsóalmás 389 lakosából 1 magyar és 369 szlovák anyanyelvű volt.
Felsőalmás 518 lakosából 4 magyar és 498 szlovák anyanyelvű volt.
1890-ben Alsóalmás 399 lakosából 13 magyar és 385 szlovák anyanyelvű volt.
Felsőalmás 560 lakosából 33 magyar és 524 szlovák anyanyelvű volt.
1900-ban Alsóalmás 441 lakosából 37 magyar és 403 szlovák anyanyelvű volt.
Felsőalmás 578 lakosából 28 magyar és 549 szlovák anyanyelvű volt.
1910-ben Alsóalmás 424 lakosából 23 magyar és 401 szlovák anyanyelvű volt.
Felsőalmás 507 lakosából 5 magyar és 501 szlovák anyanyelvű volt.
1921-ben Alsóalmás 397 lakosából 3 magyar és 394 csehszlovák volt.
Felsőalmás 482 lakosából 1 magyar és 481 csehszlovák volt.
1930-ban Alsóalmás 401 lakosából 384 csehszlovák, 1 zsidó, 1 állampolgárság nélküli és 15 egyéb nemzetiségű volt.
Felsőalmás 458 lakosából 1 magyar és 457 csehszlovák volt.
1970-ben 605 lakosából 6 magyar és 596 szlovák volt.
1980-ban 390 lakosából 385 szlovák volt.
1991-ben 271 lakosából 3 magyar és 266 szlovák volt.
2001-ben 226 lakosából 2 magyar és 223 szlovák volt.
2011-ben 196 lakosából 7 magyar és 181 szlovák volt.
2021-ben 209 lakosából (+1) magyar, 193 szlovák, 3 egyéb és 13 ismeretlen nemzetiségű volt.

## Neves személyek
- Itt szolgált Ján Bakoss (1895-1945) evangélikus lelkész, egyházi író, antifasiszta harcos.

## Nevezetességei
- Római katolikus temploma 1794-ben épült klasszicista stílusban.
- Evangélikus temploma mai formájában 19. századi, a korábbi 1459-ben épített templom felhasználásával épült.
- Kastélya a 19. század első felében épült klasszicista stílusban.

## Külső hivatkozások
- Községinfó
- Hontalmás Szlovákia térképén
- Regionhont.sk
- E-obce.sk